# 科曼日地区贝尔贝兹
科曼日地区贝尔贝兹（法語：Belbèze-en-Comminges，法語發音：[bɛlbɛz ɑ̃ kɔmɛ̃ʒ]）是法国上加龙省的一个市镇，属于圣戈当区。

## 地理
科曼日地区贝尔贝兹（43°7'58"N, 1°1'35"E）面积9.56 平方千米，位于法国奧克西塔尼大區上加龙省，该省份为法国西南部内陆省份，西南端与西班牙接壤，自此顺时针与上比利牛斯省、热尔省、塔恩-加龙省、塔恩省、奥德省和阿列日省接壤。
与科曼日地区贝尔贝兹接壤的市镇（或旧市镇、城区）包括：塞里佐尔、欧桑、卡萨涅、加龙河畔罗克福尔、埃斯库利。

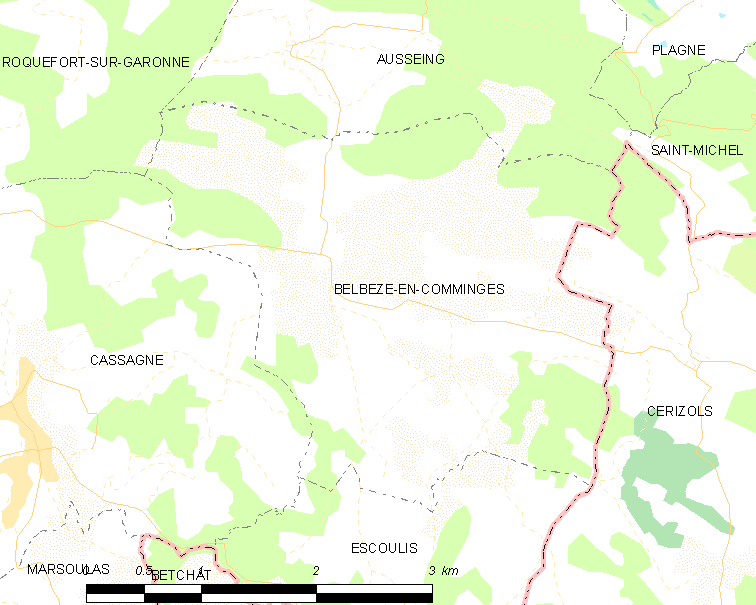
科曼日地区贝尔贝兹的OSM定位图

科曼日地区贝尔贝兹的时区为UTC+01:00、UTC+02:00（夏令时）。

## 行政
科曼日地区贝尔贝兹的邮政编码为31260，INSEE市镇编码为31059。

## 政治
科曼日地区贝尔贝兹所属的省级选区为巴涅尔德吕雄县。

## 人口

1962-2008年间科曼日地区贝尔贝兹人口变化图示

科曼日地区贝尔贝兹于2022年1月1日时的人口数量为109人。